# 흑산 김이수 묘소
는이수 묘소는 전라남도 신안군 흑산면에 있다. 2009년 12월 16일 신안군의 향토유적 제36호로 지정되었다.\
김이수는 1700년대 중,후반 지금의 흑산면 대둔도에 살면서 흑산도를 비롯한 인근 섬사람들을 위한 민권운동의 선구자로 살아온 인물이다.